# エドワード・J・オヘア
エドワード・ジョセフ・オヘア(Edward Joseph O'Hare、1893年9月5日 - 1939年11月8日）は、アメリカ合衆国の弁護士で、アル・カポネを裏切ったことで知られる。海軍で名誉勲章を受章したエドワード・'''ブッチ'''・オヘアの父親。

## 来歴

### ドッグレース
セントルイス生まれ。親はアイルランド系移民1世。1923年にミズーリ州の司法試験に合格し法律事務所に入社した。
電動で走るドッグレース用ダミーラビットを開発したオーエン・P・スミスのパートナーとなり、ダミーラビットの特許権を共同で取得することに成功すると、全米のドッグレース場にこれを貸し出して特許料で大儲けした。1927年にスミスが亡くなると、スミスの遺族の代理人という体裁を取って特許権を独占した。

### シカゴ
1927年シカゴに移住し、カポネギャング（シカゴ・アウトフィット）の傘下に入った。汚職判事ユージン・ホランドを通じてアウトフィットメンバーの違法賭博の立件を却下させるなど刑事事件の処理を多数手がけた。上告して判決を覆し、法の裏から手をまわす術に長けていたことから<アートフル・エディ>の異名をもらった。アル・カポネと共同経営でホーソーン・ケンネル・クラブを主催し事業を拡大していく。ボストンやマイアミ、タンパなどに進出し、八百長レースを開いた。ドッグレースがイリノイで違法化され、ホーソーンが強制閉鎖されると、同じ場所にスポーツマンズパーク・レーストラック（競馬場）を作り、総支配人に就任した。スー・グラナータという女性と婚約したが、グラナータの兄はギャングとコネクションのあるイリノイ州の州議会議員だった。
飛行機に魅せられ、息子ブッチと民間航空機に好んで乗った。チャールズ・リンドバーグが操縦した航空便にも乗ったという。ブッチを海軍士官学校の名門アナポリスに入れ、海軍のパイロットにすることが夢だった。しかし父親がギャングのビジネスパートナーでは無理な話だった（入学には合衆国議会議員の推薦が必要だった）。そのためカポネ一味を裏切り脱税の情報を当局（IRS）に提供することにした。1931年9月23日、カポネの脱税に対する裁判が始まる2週間前、カポネが陪審員を買収していることを密告し、裁判の行方を決定づけた。カポネが監獄送りになった後、オヘアはスポーツマンズパーク支配人の地位を維持し、ドッグレースや競馬などアウトフィットの事業でフロントを続けた。1935年シカゴのフットボールクラブを買収し、南カリフォルニアに不動産事業を拡大した。

### 最期
1939年11月8日水曜日、自分の事務所を出てシカゴのオグデン・アベニューを車で走っていたときに、並走する車から2丁のショットガンで狙撃され、即死した。当局の徹底した捜査にもかかわらず犯人は見つからなかった。死後、オヘアがアウトフィットの隠れ蓑だったことが暴露される。殺害は、当初からアウトフィットの仕業と信じられた。オヘアがカポネの監獄送りに協力し、そのために粛清されたとするスクープ記事がオヘア死後すぐに出ていたが、1947年のカポネの死後、元IRSのフランク・ウィルソンが「カポネを有罪にするためこれ以上ない最高の内部証言者を確保した」とオヘアの協力があったことを認め、具体的な協力内容を明らかにした。
カポネを内通したことに対する粛清説が一般的だが、アウトフィットのポール・リッカとのトラブル説（リッカの分け前を詐取した）もある。カポネ亡き後も密かにFBIに証言協力していたとの情報や、1937年にカポネのいたアルカトラズ刑務所の元獄囚から「カポネは怒っており、君を殺すだろう」という手紙がオヘアに届いたというゴシップも伝えられた。婚約者だったグラナータはオヘアの死後、アウトフィットのフランク・ニッティと結婚した。

### 息子の名誉勲章
1933年、息子ブッチは念願のアナポリスに入学し、海軍への道が開けた。1937年アナポリス卒業と同時に海軍に入隊した。父オヘアが死んだ時、飛行訓練コースを修業していた。1940年に戦闘機パイロットとして正式に配属になった。太平洋戦争初期に日本海軍機を撃墜した功績で名誉勲章を授与され、シカゴでパレードが行われた。その後1943年11月26日、28歳のとき南太平洋上で戦闘中に行方不明となり、後日戦死したものと認定された。1949年、オールド・オーチャード空港はシカゴ・オヘア国際空港と改名され、名を残した。